# Peckia abrupta
Peckia abrupta är en tvåvingeart som först beskrevs av Guilherme A.M.Lopes 1955.  Peckia abrupta ingår i släktet Peckia och familjen köttflugor.
Artens utbredningsområde är Peru. Inga underarter finns listade i Catalogue of Life.